# Уилям Сароян
Уилям Сароян (на английски: William Saroyan) е американски писател от арменски произход.

## Биография
Роден е в бедното емигрантско семейство на Арменак и Такохи Сароян. Когато е само на три години, баща му умира и той, заедно с брат на име Хенри и двете си сестри Зейбъл и Косет, се мести в Оукланд, за да може майка им да работи като прислужница там и да печели по-добре.
Напуска училище още на 15-годишна възраст, за да може да работи, но в него се заражда мечтата да стане писател.
Първият му разказ излиза в американски вестник на колония от преселници. После, на 15 октомври 1934 г., публикува първата си книга – Дръзкия младеж на летящия трапец – и така започва литературната му кариера. Над десет романа, много пиеси, повече от 3000 разказа, малко стихове и постепенно осъзнаване на истината, че в Америка, иска ли да бъде верен на себе си, писателят трябва да остане независим от царството на парите – ето какво е негово наследство. Пиесата му Времето на вашия живот спечелва наградата Пулицър, но Сароян я отхвърля с думите: „Никой не може да ме купи“.